# Nes kommun, Vest-Agder
Nes kommun (norska: Nes kommune) var en kommun i Vest-Agder fylke i södra Norge. Kommunen omfattade området närmast omkring staden Flekkefjord i den södra delen av nuvarande Flekkefjords kommun. Stadskommuen Flekkefjord utgjorde en enklav då den var helt omsluten av kommunen. Byn Nes utgjorde kommunens centralort.

## Administrativ historik
Nes kommun upprättades den 8 oktober 1893 när den dåvarande kommunen Nes og Hidra (Nes og Hitterø) delades i två och de båda kommunerna Nes respektive Hidra (Hitterø) bildades. Kommunen hade 1 704 invånare vid upprättandet.
1942 överfördes ett bebott område (med 377 invånare) från Nes kommun till den omslutna stadskommuen Flekkefjord.
Den 1 januari 1965 gick kommunen, tillsammans med kommunerna Hidra och Gyland och en del av Bakke kommun, upp i Flekkefjords kommun. Kommunens hade då 2 757 invånare.